# Korea Computer Center
Il Korea Computer Center (조선콤퓨터쎈터?, Chosŏn K'omp'yut'ŏ Ssent'ŏMR), abbreviato in KCC, è un centro statale di ricerca informatica della Corea del Nord istituito il 24 ottobre 1990. L'agenzia amministra il dominio di primo livello nazionale .kp e impiega più di 1 000 persone.
Il KCC gestisce 8 centri di sviluppo e produzione, oltre a 11 centri informativi regionali. Possiede inoltre il KCC Information Technology College e l'Information Technology Institute. Il KCC ha uffici in Cina, Germania, Siria ed Emirati Arabi Uniti. Si concentra soprattutto sulla ricerca sul sistema Linux e ha avviato lo sviluppo della distribuzione Red Star OS localizzata per la Corea del Nord.
Il KCC è una parte dell'establishment politico e non proprio una compagna informatica a sé. Il suo stato tecnologico e la modernità generale sono viste come in ritardo rispetto al resto del mondo, anche con lo zeitgeist nordcoreano. Per esempio, il dominio .kp è stato registrato nel 2007, ma il KCC non è riuscita ad avere un registro funzionante per tre anni. Il KCC non ha ancora implementato un'infrastruttura ccTLD funzionante, nonostante sia sempre stato per diversi anni uno degli obiettivi da raggiungere del governo nordcoreano.
Mentre il KCC lavora principalmente su progetti interni alla Corea del Nord, sin dal 2001 ha servito clienti in Europa, Cina, Corea del Sud, Giappone e Medio Oriente. Gestisce inoltre il portale web ufficiale Naenara.

## Prodotti principali
- Sam heug - un motore di ricerca
- Naenara - un browser omonimo al portale web
- Chosun Jang-Gi - un videogioco ispirato al tradizionale janggi
- Kwangmyong - una rete intranet
- Hana - un sistema di input per la lingua coreana
- Koryo - un software di traduzione inglese-coreano/coreano-inglese con penna elettronica
- Nunbora - un programma per il riconoscimento vocale della lingua coreana
- Pulgŭnbyŏl - un sistema operativo basato su Fedora noto anche come Red Star OS
- Samjiyon - un tablet con sistema Android[5][6]